# Erling Skjalgsson
Erling Skjalgsson (975 – Bokn, 21 dicembre 1028) è stato un politico norvegese tra la fine del X e l'inizio dell'XI secolo. È considerato come il difensore del sistema sociale tradizionale norvegese. Erling, infatti, combatté per i tipici regni piccoli ed autonomi, di religione pagana, contro il riformismo della dinastia Bellachioma.

## L'ascesa
Secondo le saghe norvegesi e islandesi Erling Skjalgsson apparteneva a una delle più importanti famiglie della Norvegia occidentale. Si dice che egli provenisse da Sola, nella regione dello Jæren, e che una delle sue sorelle fosse andata in sposa a Sigurd Toresson un importante capo della regione di Trondenes, nella Norvegia settentrionale, nonché fratello di Thorir Hund di Bjarkøy, uno dei più fieri oppositori di Olaf II di Norvegia.
Con il passare del tempo Erling divenne una figura di primo piano nella propria terra tanto che il Gulating locale (assemblea legislativa paragonabile al Thing) volle che egli si unisse in matrimonio con la sorella di Olaf I di Norvegia, Astrid Tryggvesdatter (fra il 960 e il 980-?), figlia di Tryggvi Ólafsson re del Viken. Astrid dapprima rifiutò anche se finì con l'accettare a causa delle pressanti richieste del fratello. Erling venne dunque battezzato e le nozze furono celebrate nell'estate del 996 ed egli divenne un importante alleato per il cognato che lo premiò donandogli le terre comprese fra  Sognefjord e Lindesnes perché le governasse.
Dedicati a Erling Skjálgsson sono due componimenti scaldici di Sigvatr Þórðarson, noti come Erlingsflokkr e Sigvatr kvað um Erling, nominati da Snorri Sturluson nella Saga di Olaf il Santo. In quanto oppositore di Olaf, Sigvatr paragonava Erling a Dala-Guðbrandr, un hersir del Gudbrandsdalen. Dala-Guðbrandr era un signore ricco e potente che possedeva un tempio dedicato a Thor e si considerava uno strenuo oppositore di Olaf e della sua opera di cristianizzazione. Tuttavia, quando il re fece distruggere l'area sacra che Dala-Guðbrandr possedeva, non esitò a farsi battezzare. Il battesimo in quel particolare contesto e momento storico era infatti un modo per affermare la sottomissione a un potente ma anche per entrare a far parte del suo entourage. In ogni caso, il paragone tra Erling Skjálgsson e Dala-Guðbrandr non è perfetto: mentre quest'ultimo preferì sottomettersi e rinunciare al suo dissenso verso il re, lasciandosi battezzare, Erling, fino alla sua morte, avvenuta a Boknafjorden, rimase sempre in difficili rapporti con Olaf.

## Il potere e la morte
Attorno al 999 si combatté la Battaglia di Svolder che vide la sconfitta e la morte di Olaf e la suddivisione della Norvegia in tre distinte aree di controllo. Questo nuovo assetto non turbò particolarmente Erling. La sua base di potere era infatti abbastanza forte da permettergli di conservare la propria autonomia, che tuttavia cominciò a incrinarsi nel 1015 con l'arrivo di Olaf II di Norvegia che si era autoproclamato re alla morte di Sweyn I di Danimarca, avvenuta l'anno precedente.
L'anno seguente si combatté la Battaglia di Nesjar che vide Erling combattere al fianco di Sveinn Hákonarson, figlio dello Jarl di Lade Haakon Sigurdsson, che aveva di fatto governato parte della Norvegia dalla battaglia di Svolder in poi. Sveinn fu sconfitto e costretto a ritirarsi in esilio e Olav II poté quindi mirare a riunire la Norvegia sotto un'unica corona senza poter evitare, però, di allearsi con Erling, la cui influenza non era da sottovalutare. L'alleanza fra i due fu stretta ed Erling dovette accontentarsi di condizioni tutto sommato favorevoli e solo di poco inferiori a quelle che avrebbe avuto da Svein o che aveva potuto avere sotto il regno di Olaf I.

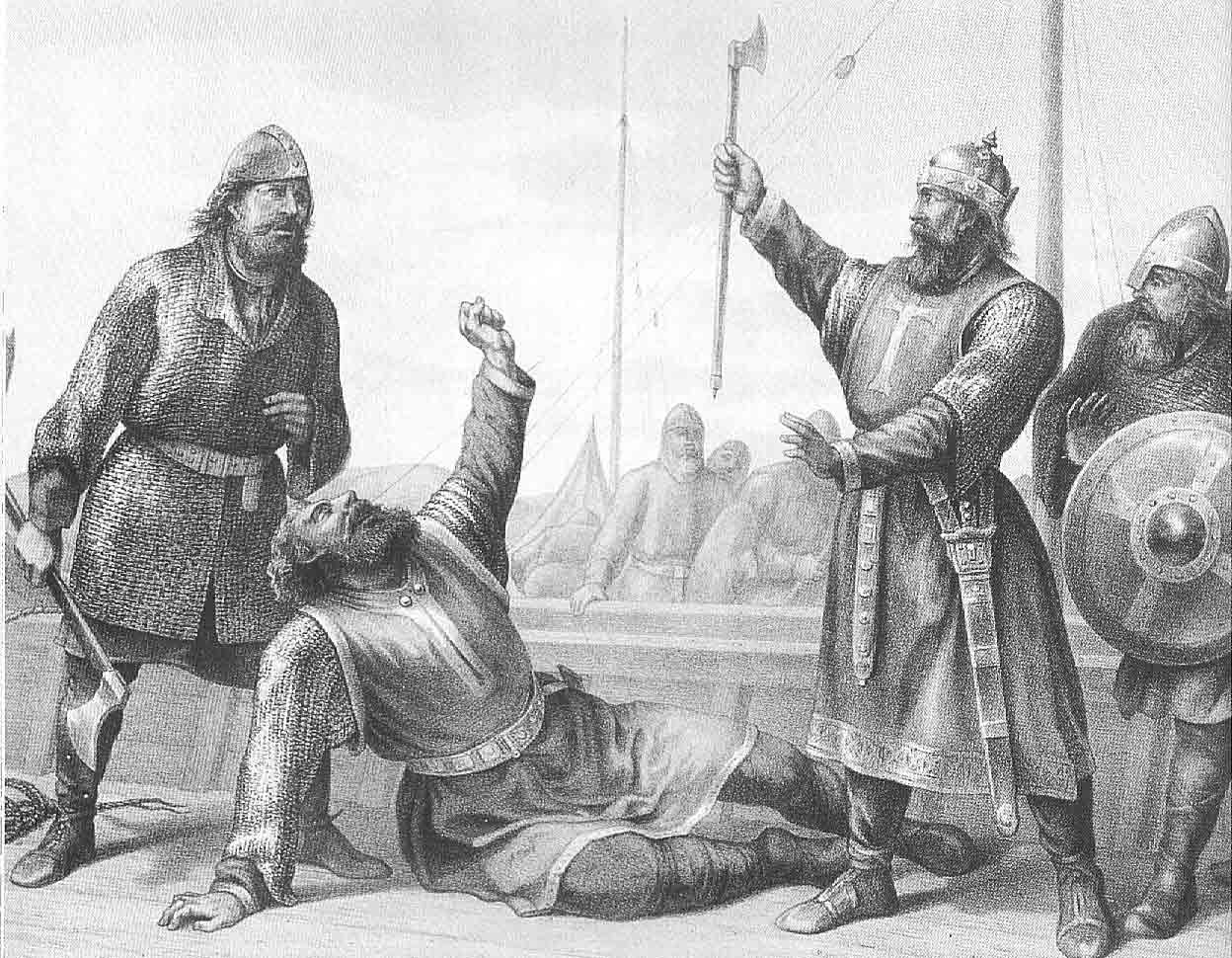
La morte di Erling Skjalgsson. Disegno di Peter Nicolai Arbo

Nel tempo il potere di Erling nella Norvegia occidentale si andò accrescendo, estendendosi verso nord. Olav II lo elevò a un rango più alto di nobilità cercò nel tentativo di fermare e frammentare l'influenza di Erling che riuscì, però, a respingerli indietro nel giro di breve tempo. Nel 1022 Olav II arrestò il nipote di Erling, figlio di sua sorella, Asbjørn Selsbane con l'accusa di omicidio, azione cui Erling replicò raccogliendo circa 1.000 uomini che portò presso la città di Avaldsnes dove il re soggiornava circondandola. Olav II liberò suo nipote, ma la relazione fra i due era ormai irreparabilmente danneggiata tanto che nel 1027 Erling si recò in Inghilterra per cercare l'appoggio di Canuto I d'Inghilterra, figlio del defunto Sweyn I di Danimarca. Erling fece ritorno in patria nell'autunno del 1028 e raccolse un esercito con l'intenzione di combattere il sovrano, questa volta la fortuna non fu dalla sua, la nave su cui viaggiava venne circondata da quelle di Olav II nel Boknafjord, nella regione del Rogaland, ed Erling venne preso prigioniero. Il re pareva comunque deciso a perdonarlo, ma il nobile Aslak Fitjaskalle, proveniente dalla regione di Fitjar, gli ruppe la testa con l'ascia.
Secondo la Heimskringla Olav II rimproverò aspramente Aslak dicendogli che il suo gesto gli avrebbe portato via la corona, la frase, se venne mai davvero pronunciata, fu profetica, nel 1030 Canuto aiutò gli antichi alleati di Erling contro il re che venne sconfitto e ucciso nella Battaglia di Stiklestad di quello stesso anno.

## La discendenza
Erling e Astrid ebbero diversi figli:
- Ragnhild Erlingsdatter
- Aslak Erlingsson (nato 997)
- Skjalg Erlingsson (nato 999)
- Sigurd Erlingsson (nato 1001)
- Lodin Erlingsson (nato 1003)
- Tore Erlingsson (nato 1003)
- Gertrud Erlingsdatter (nata 1006)

La primogenita Ragnhild andò in sposa a Torberg Arneson (prima metà XI secolo), fratello di Finn Arnesson, consigliere di Olav II. I due ebbero una figlia, Tora Torbergsdatter (nata 1025-?) che diventò la seconda moglie di Harald III di Norvegia e quindi madre di Olaf Kyrre e Magnus II di Norvegia.